# Železniční trať Wiesau–Cheb

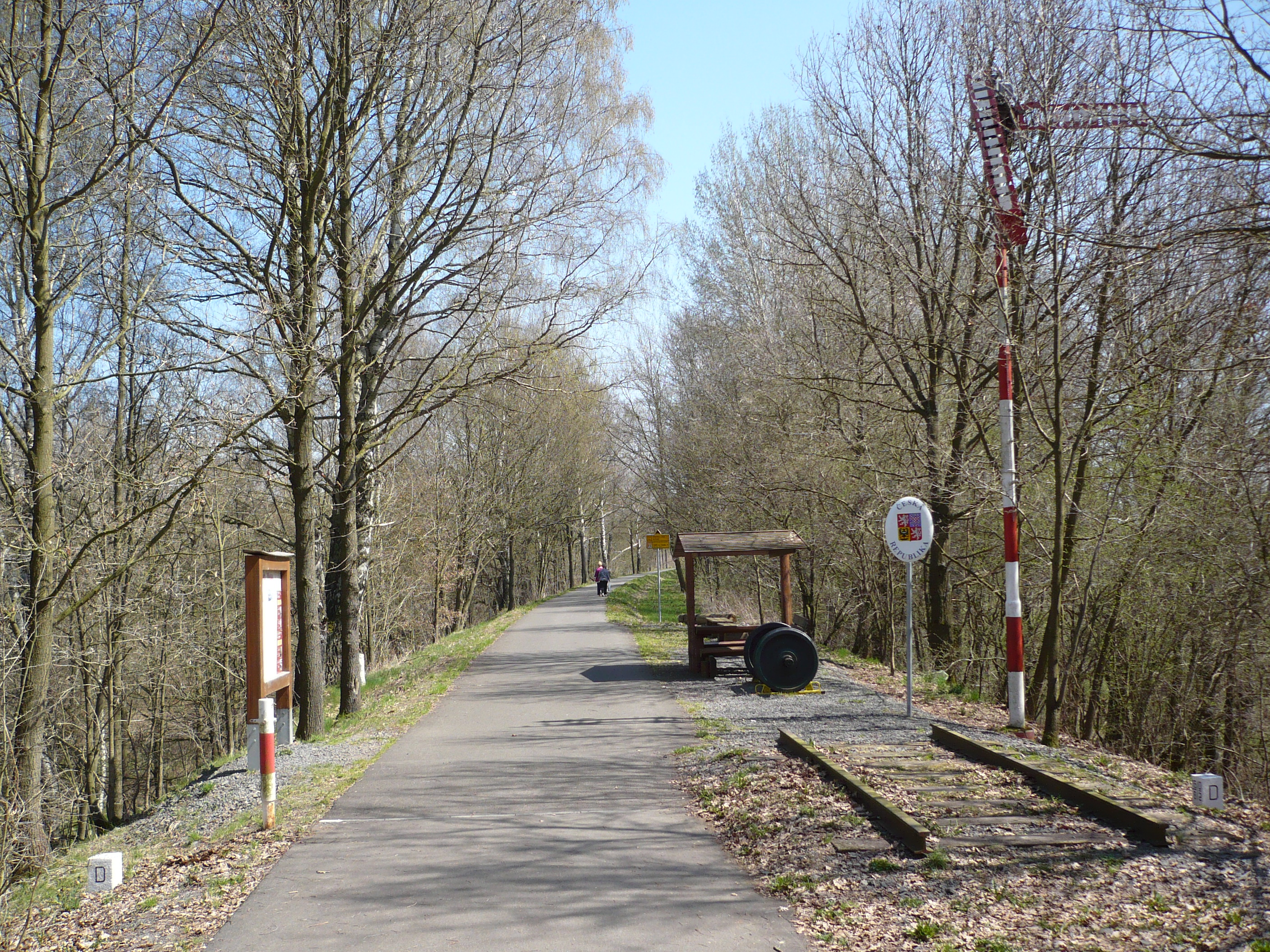
Násep na bavorsko-české hranici (2010)

Železnice Wiesau–Cheb byla jednokolejná hlavní trať v Bavorsku a Čechách, původně postavená a provozovaná společností Bayerische Ostbahnen (BOB) jako součást průjezdného spojení z Regensburgu do Chebu. Odbočovala z železniční trati Weiden–Oberkotzau ve Wiesau a vedla přes Mitterteich a Waldsassen do Chebu.
V roce 1945 byla trať přerušena na státní hranici. S výjimkou úseku 3,6 km dlouhého z Wiesau do meziskladu v Mitterteichu je od roku 2000 (v Německu) a 2003 (v ČR) provoz na trati zcela zastaven.

## Historie
15. srpna 1864 otevřela Bavorská východní dráha (Bayerische Ostbahn) traťový úsek z Weidenu přes Wiesau do Mitterteichu. 15. října 1865 pak bylo otevřeno i pokračování do Chebu, který ležel v tehdejším Rakousku. Zároveň se spolu s tratí Cheb-Hof, která byla otevřena ve stejné době, stala důležitým bavorským vnitrostátním spojením. Rychlíky po trati jezdily až do 1. světové války.
Od vzniku Československa byla na trase povolena pouze osobní doprava do a z Chebu. Trať nadále vlastnila a provozovala tehdejší Deutsche Reichsbahn. Po připojení Sudet k Německu v roce 1938 bylo na trati zavedeno rychlíkové spojení mezi Mnichovem a Karlovými Vary.
Po skončení druhé světové války byla trať v květnu 1945 trvale přerušena na státní hranici. Osobní doprava mezi Slapany a Chebem byla udržována až do roku 1963. Nákladní doprava byla ukončena v roce 1969. Opuštěná trať byla dlouhá léta ponechána postupnému chátrání, pouze asi kilometrový úsek za Chebem sloužil až do 90. let 20. století k odstavování správkových nákladních vozů. Dne 30. června 2003 byla nepoužívaná trať na české straně oficiálně uzavřena a následně demontována.